# Pachycentria
Pachycentria é um género botânico pertencente à família Melastomataceae.
1. ↑  «Pachycentria — World Flora Online». www.worldfloraonline.org. Consultado em 19 de agosto de 2020